# Пхаяо Манисап, Иоахим
Иоахим Пхаяо Манисап (тайск. ยออากิม พเยาว์ มณีทรัพย์, 19.07.1929 г., Чантхабури, Таиланд — 3.11.2007 г., Накхонратчасима, Таиланд) — католический прелат, епископ Накхонратчасимы с 30 мая 1977 года по 30 ноября 2006 год..

## Биография
Иоахим Пхаяо Манисап родился 19 июля 1929 года в городе Чантхабури, Таиланд. Обучался в семинарии в городе Апхэсирача, провинция Чонбури. 23 ноября 1958 года был рукоположён в священника.
30 мая 1977 года Римский папа Павел VI назначил Иоахима Пхаяо Манисапа епископом Накхонратчасимы. 3 июля 1977 года состоялось рукоположение Иоахима Пхаяо Манисапа в епископа, которое совершил епископ Чантхабури Лаврентий Тхиенчай Саманчит в сослужении с епископом Накхон-Раясимы Алайном Савеьером Фердинандом Ван Гавером и архиепископом Тхари и Нонсенга Михаилом Киен Самопитаком.
30 ноября 2006 года вышел в отставку. Скончался 3 ноября 2007 года.